# Señal de la cruz

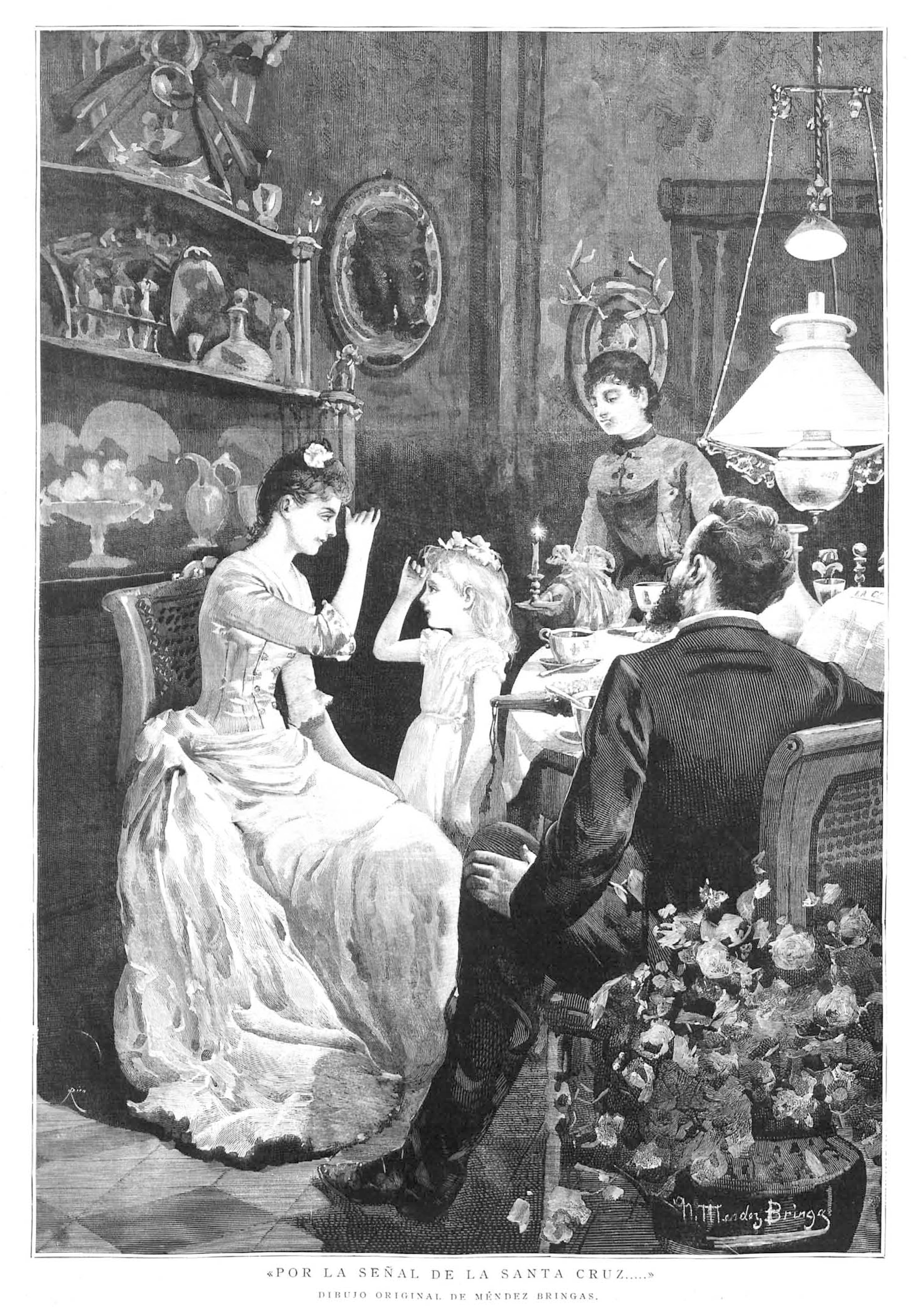
La señal de la santa cruz (La Ilustración Española y Americana, 1889)

La señal de la cruz (del latín: signum crucis) es un gesto ritual, de pertenencia a Cristo, utilizado por diversos grupos o ramas del cristianismo (iglesias ortodoxas orientales, catolicismo, anglicanismo, luteranismo, metodismo, presbiterianismo y en las iglesias reformadas). Esta bendición se realiza mediante el trazado de una cruz vertical sobre el cuerpo con la mano derecha, a menudo acompañada por la recitación oral o mental de una fórmula trinitaria.
La señal de la cruz también tiene otros usos en diversas expresiones de sincretismo religioso, influenciadas por el cristianismo. En este ámbito a veces se le atribuye connotaciones mágicas. Las denominaciones cristianas formales le asignan al gesto diversos propósitos:
- Inicio y cierre de sus oraciones y actos religiosos.
- Fórmula de invocación de la divinidad.
- Saludo ante lugares, objetos e imágenes (en el caso de las denominaciones cristianas que las usan) que son consideradas venerables o santas.
- Señal de bendición sobre personas o cosas.

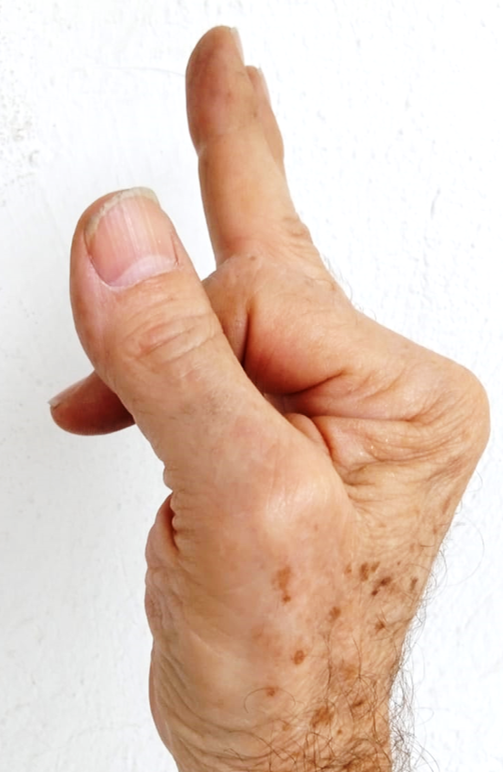
Señal de la cruz para signarse

- Señal de la cruz para signarsePara conjurar la hipotética presencia del mal en una situación, idea o lugar, así como en la realización de exorcismos, con el supuesto fin de expulsar demonios que, según la creencia, se introducirían en algunas personas (en el caso de las iglesias que realizan dicha práctica).[1]
- Cuando esta operación se realiza en series repetitivas, sirve para expresar, según convención popular, que la persona expresa arrepentimiento de sus acciones pasadas o trata de invocar protección divina sobre sí con cierta urgencia.
- El mismo gesto serial sirve, en las formas lúdicas o narrativas de comunicación, un signo convencional de problemas interiores, preocupación frente a sucesos inminentes o expresión de sentimiento de escándalo moral por las conductas ajenas.

Desde el punto de vista de la kinésica se puede considerar un "gesto emblemático", por su contenido simbólico convencional.
Algunos cristianos lo definen como un "signo sacramental". Para los prosélitos, el sentido original de la señal sería manifestar su fe en que Cristo los redimió al ser ejecutado por los romanos en una cruz.[cita requerida] Persignarse sería una costumbre cristiana que se remonta al siglo III o al menos el VI.[cita requerida]

## El gesto

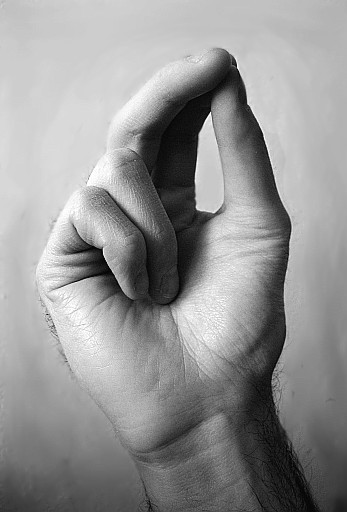
Posición de los dedos mientras hace la señal de la cruz de la manera bizantina.

El gesto de hacer la señal de la cruz consiste en dibujar una cruz imaginaria con la punta de dos o tres dedos de una mano. Consta de dos movimientos: el primero se realiza de arriba abajo y el segundo de izquierda a derecha (católicos de ritos latinos) o de derecha a izquierda (ortodoxos y católicos orientales). La acción es conocida como persignar, signar o santiguar cuando una persona lo hace sobre sí misma y como bendecir o signar, si es sobre otras o sobre una cosa.
Habitualmente el prosélito se persigna a sí mismo, tocando partes de su cuerpo que corresponderían a los extremos de la mencionada cruz imaginaria.
Puede hacerse en silencio o acompañado de una fórmula verbal de oración, cuyo texto se compone de versos de métrica dominada por el acento rítmico anapéstico (Véase el texto de la oración más abajo).

## Aspersiones
Los sacerdotes cristianos y chamanes de otras religiones que usan la señal de la cruz suelen realizar este gesto ritual sosteniendo un recipiente de líquido, abierto o agujereado, en la mano activa. Se entiende que sobre la cosa, lugar o persona que salpica el líquido se hará efectiva la protección invocada.
En el caso de los sacerdotes católicos y ortodoxos esta aspersión se realiza con agua bendita, es decir agua sobre la que se ha orado y hecho la señal de la cruz una vez al año: la medianoche del sábado de la semana del primer plenilunio de primavera en hemisferio norte, o "Sábado Santo".
Los chamanes o iniciados de expresiones sincréticas usan además bebidas alcohólicas, las que en ocasiones se derraman haciendo la señal sobre la tierra, como ofrenda a los muertos o solicitud de prosperidad.
Por ejemplo en la comunidad quechua de Potosí, Bolivia, se realiza un suerte de bautizo doméstico mediante aspersiones de agua salada sobre recién nacido.
El rito también se realiza esparciendo tierra, sal, queroseno o carbón.

## Forma corta (Santiguarse)
Existen dos fórmulas con la que los prosélitos realizan la señal de la cruz, una abreviada y otra extendida. En la fórmula corta, los creyentes hacen una enumeración de los componentes de la Trinidad, que de acuerdo a sus dogmas constituye una expresión de la naturaleza de la Divinidad en tres personas:

En el nombre del Padre,
y del Hijo
y del Espíritu Santo.
Amén".

Que en latín se dice:

In nomine Patris,
et Filii,
et Spiritus Sancti.
Amen.

El Amén, "así sea", cierra reafirmando el conjunto de las declaraciones precedentes.
En muchas ocasiones este contenido semántico, invocativo y taxonómico a la vez, no es el mensaje principal del gesto.
Los católicos, al persignarse, se van tocando las siguientes partes corporales:
- En la sílaba "pa" de la palabra "Padre", la frente;
- en la sílaba "hi" de la palabra "Hijo", el vientre;
- en las sílabas "pi" y "san" de "Espíritu" y "Santo", ambos hombros.

Es decir, salvo por la sílaba "nom" del inicio, se realiza un tocamiento por cada acento prosódico de la oración.

Al pronunciarse "amén" se suele besar, en la mano activa, la unión del pulgar y la primera coyuntura del dedo índice.

## Forma larga (Persignarse)
En la versión extendida, usada por ejemplo en el rosario, la fórmula o ritual verbal es:

Por la señal de la santa cruz

de nuestros enemigos

líbranos, Señor, Dios nuestro.

En el nombre del Padre

y del Hijo

y del Espíritu Santo.

Amén.

Que procede de la fórmula en latín que es:

Per signum Crucis

de inimicis nostris

libera nos, Deus noster.

In nomine Patris,

et Filii,

et Spiritus Sancti.

Amen.

Los prosélitos, al persignarse usando esta fórmula, dibujan imaginariamente tres cruces pequeñas con una cruz hecha con los dedos pulgar e índice:
- La primera cruz sobre la frente (Por la señal de la  Santa Cruz);
- la segunda sobre la boca (de nuestros enemigos);
- la tercera al pecho (líbranos, Señor, Dios nuestro).

Los movimientos de la mano tratan de seguir el ritmo dactílico de los acentos de estos tres primeros versos. Se entiende este acto como una manifestación de buenas intenciones, e invocación de la acción de la divinidad, con el fin de mantenerse libre de:
- Malos pensamientos (simbólicamente, la frente);
- malas palabras (la boca);
- malos sentimientos (el corazón).

La fórmula larga concluye, al expresarse los últimos 3 versos y el "amén", con la misma manera y pasos descritos para la fórmula corta. Normalmente la recitación se efectúa en dos tempos diferentes. Los primeros 3 versos en un ritmo rápido, los 3 últimos más lento.